# Мала Капела
Мала Капела је планински ланац, који се налази на сјеверу Лике. Дио је Личке висоравни.

## Географски положај
Простире се од Велике Капеле на западу до Плитвичких језера на истоку и од долина Плашки и Саборско на сјеверу до Гацке и Крбаве на југу. Већим дијелом чини административну границу између Личко-сењске и Карловачке жупаније.

## Назив
Име је добила по малој Капели у планини, мала дрвена католичка црквица.

## Одлике
Изграђена је од мезозојских карбонатних стијена и највише из доломита. Спада у западне Динариде и састоји се од низа горских врхова међусобно спојених издуженим планинским ланцем у смјеру исток-запад. Највиши врх је Селишки врх, 1.279 метара над морем, а још јужније је Мрсињ 1.269 метара.
Ова планина богата је биљним и животињским свијетом слично као и западнија Велика Капела у Горском котару. На доломитним стијенама се истичу простране борове шуме, а понегдје још има и предјела под сачуваном прашумом. Од значајне фауне настањена је вуковима, медвједима, рисовима и разним другим животињама.